# アレス (ロケット)

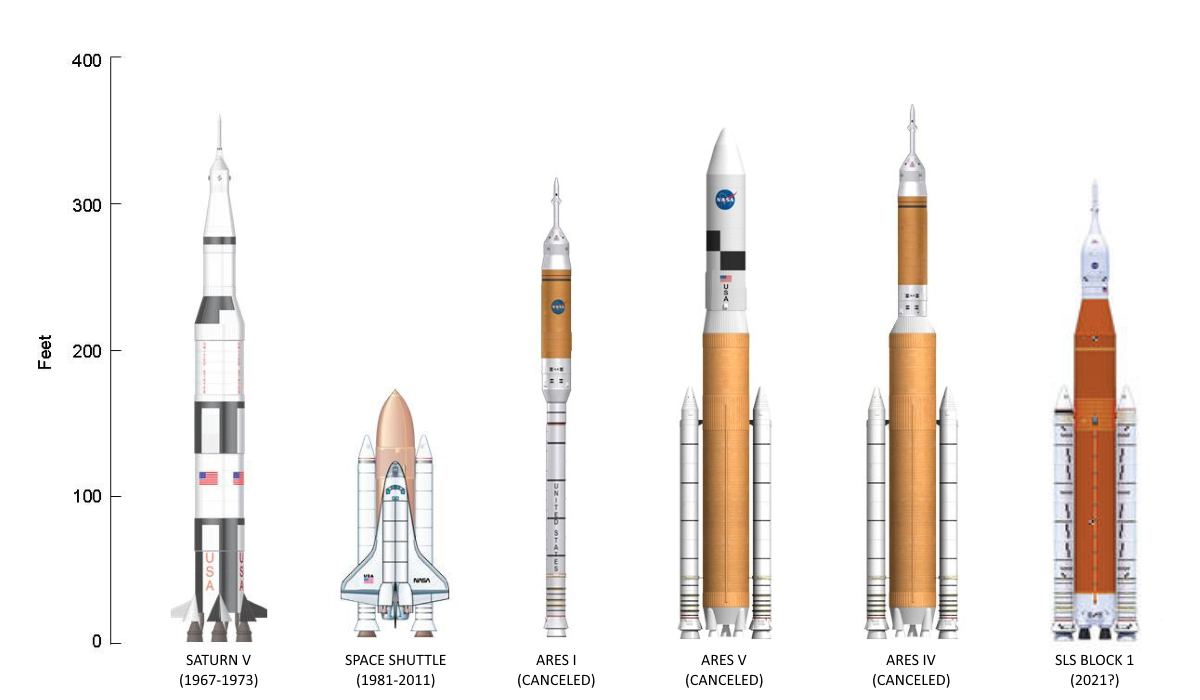
サターンVとスペースシャトル、アレスI、アレスV、アレスIV、SLSの比較図

アレス (Ares) は、NASAの宇宙開発計画であるコンステレーション計画に基づいて開発されていた大型ロケットシリーズ。スペースシャトルの構成要素を用いたロケットとして計画されていた（シャトル派生型ロケット）。
2010年1月にコンステレーション計画が中止されたことにより、開発は打ち切られた。アレスシリーズに代わるロケットとしては、後にスペース・ローンチ・システム (SLS) が開発されている。

## 概要
ジョージ･H･W･ブッシュ･Jr合衆国第43代大統領下で打ち出された、新宇宙開発ロードマップでは、スペースシャトルの後継としてカプセル型の宇宙船であるCEV（オリオン）の開発が必要とされていた。CEVは国際宇宙ステーション (ISS) への人員輸送、物資運搬のほか、月面の再探査、さらに火星探査にも用いられるとされており、これら全ての要求を満たすためには宇宙船の大型化、そしてそれを打ち上げるための超大型のロケットが必須であった。
NASAはコスト削減のため、スペースシャトルの技術を応用してこれらのシステムを開発することとした。ロケットは主に固体ロケットブースター (SRB)、外部燃料タンク (EXT)、SSMEを流用して、コストパフォーマンスを最大化するべく検討された。
後にさらにコストパフォーマンスを高めるため、SSMEの流用を取りやめてRS-68やJ-2Xといった既存の使い捨てロケットエンジンを採用することになった。
アレスの打ち上げには、現在スペースシャトルの射点として知られている、ケネディ宇宙センターLC-39A / Bが改修されて使われる予定であった。

## アレスI

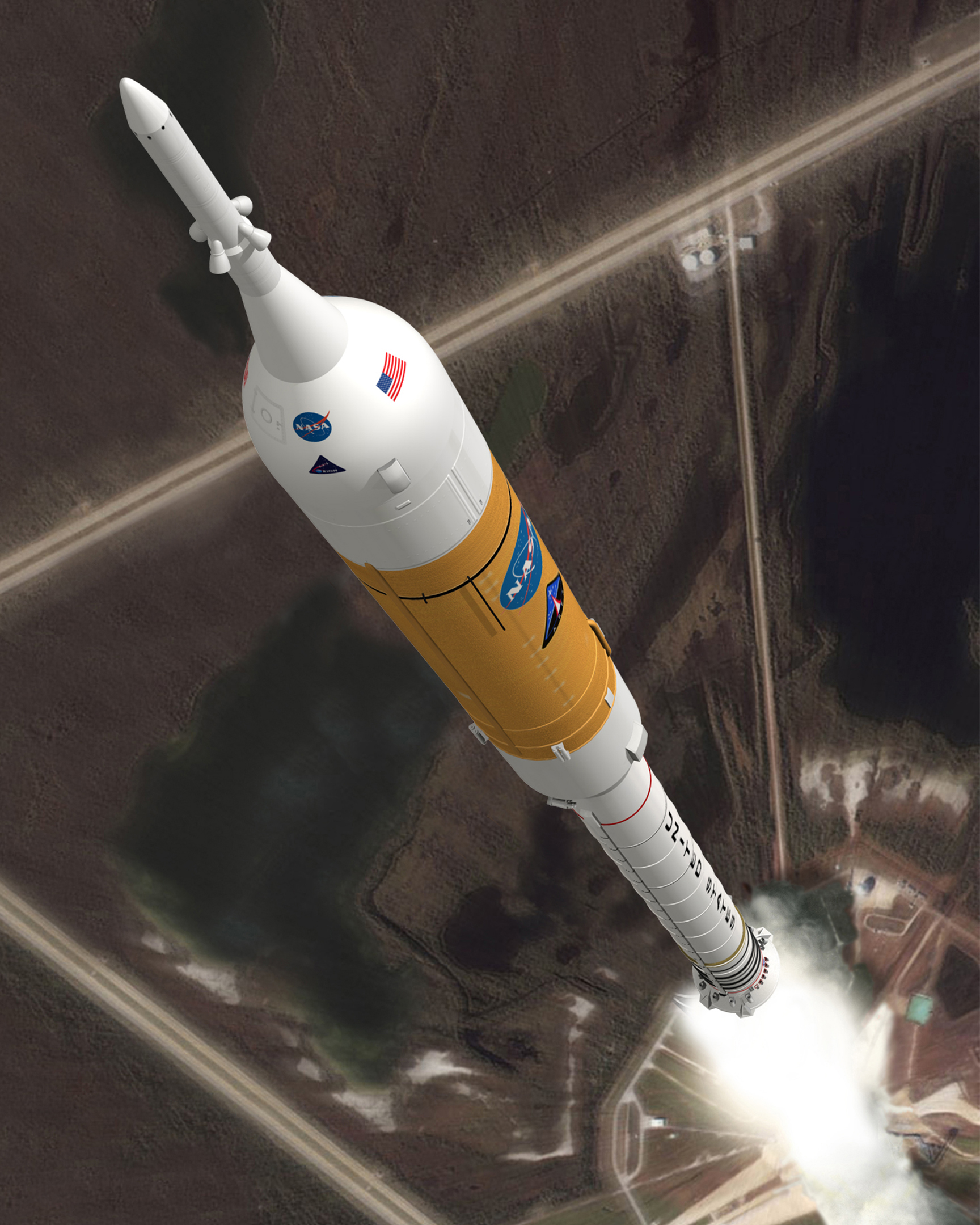
アレスI

当初インライン・ミディアムリフターと呼ばれていたCLV（Crew Launch Vehicle）。1段目にSRB（スペースシャトルの4セグメント接合から5セグメント接合に延長したもの）を単体で使用する。2段目には当初SSMEを搭載する予定であったが、SSMEと同じく液体酸素-液体水素を推進剤とするJ-2Xに改められている。J-2Xはかつてアポロ計画で開発された上段エンジンJ-2Sを再改良したエンジンで、オリジナル同様に再着火が可能となっている。J-2X自体はいまだ開発中である。
2008年7月31日、NASAはアレスIの第1段階テストが成功したことを発表した。試験機「アレスI-X」は2009年10月28日米東部時間午前11:30、ケネディ宇宙センター39B発射台から打ち上げられた。
- 全長:94 m
- 直径:5.5 m
- ステージ数:2
- ペイロード:LEO（低軌道）に約25 t
- 打ち上げ:2009年10月28日（試験機アレスI-X）

## アレスIV
アレスIVはアレスIとアレスVの中間で検討されたアレスシリーズのひとつで、最終的にアレスVが採用されアレスIVは計画から除外された。アレスIVは有人打ち上げ宇宙船 (Crew Launch Vehicle, CLV) のアレスIと貨物打ち上げ宇宙船 (Cargo Launch Vehicle, CaLV) のアレスVの中間タイプであった。
- 全長:113 m[3]
- 直径:-- m
- ステージ数:3
- ペイロード:41,100 kg (90,610 lb)、高度240 km (149 mi) の直接月輸送任務が可能
- 打ち上げ予定:--

## アレスV

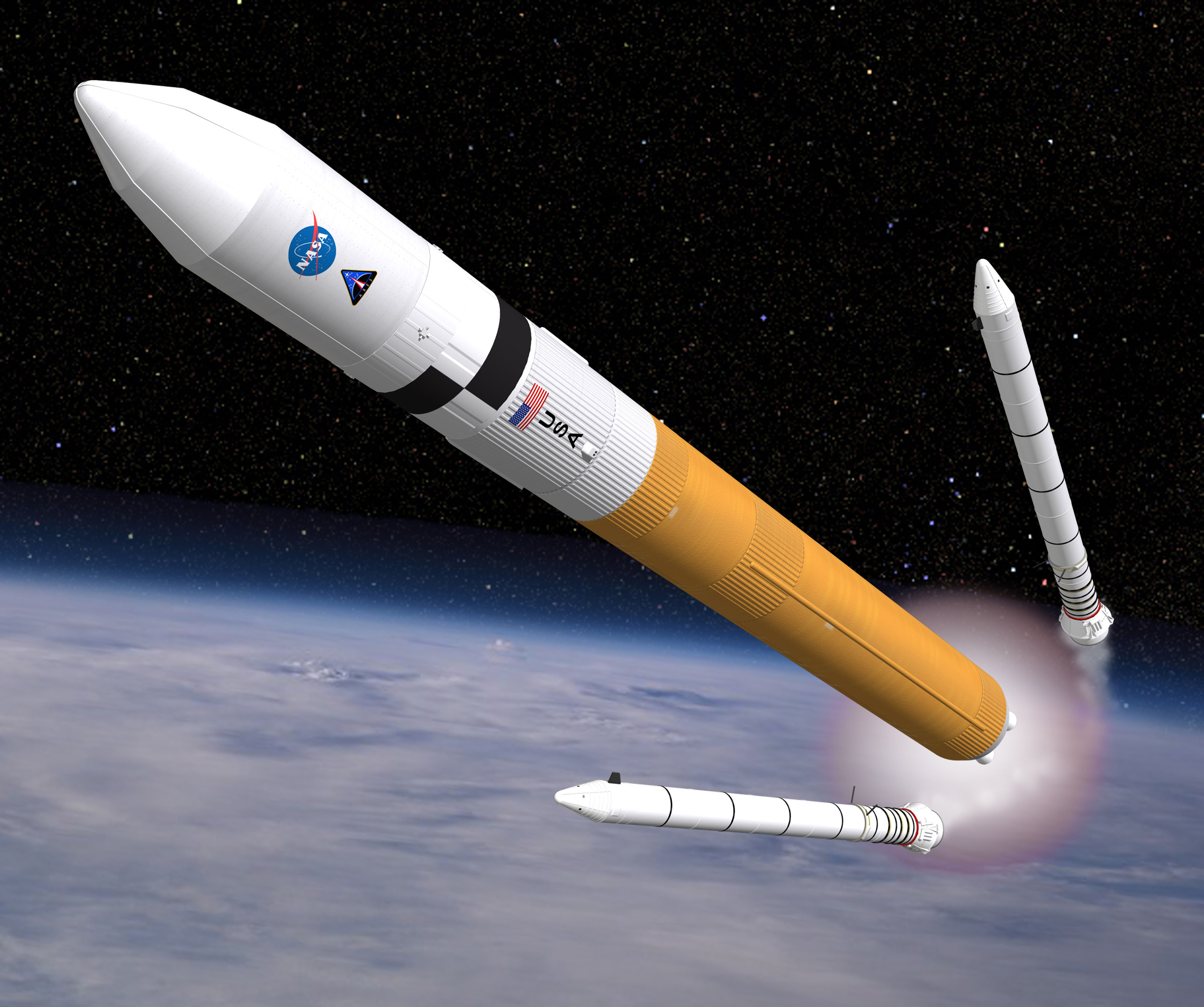
アレスV

当初CaLV (Cargo Launch Vehicle) と呼ばれていた、超大型ロケット。アレスIがオリオン宇宙船のほか、中規模の物資を打ち上げるのに対して、アレスVは月着陸船などの大規模物資を打ち上げることを目的としている。
第1段には当初SSMEが5基搭載される予定であったが、前述のようにコストパフォーマンスを高めるため、より高出力で構造が単純なRS-68に改められた。RS-68はアメリカにおける現行最強のロケットエンジンで、SSMEと同様に液体酸素と液体水素を推進剤とする。燃料タンクは当初スペースシャトルの外部燃料タンクを流用する予定であったが、RS-68の比推力はSSMEより若干低いため、やや大型化される。第1段側部にはアレスI同様に5セグメントのSRBを2本接続する。
第2段にはSSMEが2基搭載される予定であったが、SSMEが空中着火を考慮していないこと、またスペアの残りが少ないことから、アレスI同様にJ-2Xに改められた。J-2Xは1基のみ搭載される。地球軌道上でオリオン宇宙船と月着陸船を搭載した第2段が結合し、月軌道へと押し出される。
アレスVは低軌道に130トンと、サターンVやエネルギアなど、過去の超大型ロケットに引けをとらないほどの打ち上げ能力を備えている。また、キックモータとしてセントール･ステージを搭載すれば、ガリレオやカッシーニといった、大型外惑星探査機を直接太陽系外に飛ばすことができるとされる。
- 全長:109.2 m
- 直径:8.4 m
- ステージ数:2
- ペイロード:LEO（低軌道）に約130 t、月遷移軌道に65 t
- 打上予定:2018年[4]